# Phyllanthus carpentariae
Phyllanthus carpentariae är en emblikaväxtart som beskrevs av Johannes Müller Argoviensis. Phyllanthus carpentariae ingår i släktet Phyllanthus och familjen emblikaväxter. Inga underarter finns listade i Catalogue of Life.